# Leiurus haenggii
Espèce
Leiurus haenggii est une espèce de scorpions de la famille des Buthidae.

## Distribution
Cette espèce se rencontre dans l'Ouest de l'Arabie saoudite, au Yémen et en Oman au Dhofar.

## Description
La femelle holotype mesure 85,00 mm et le mâle paratype 82,50 mm.

## Étymologie
Cette espèce est nommée en l'honneur d'Ambros Hänggi.

## Publication originale
- Lowe, Yağmur & Kovařík, 2014 : « Review of the Genus Leiurus Ehrenberg, 1828 (Scorpiones: Buthidae) with Description of Four New Species from the Arabian Peninsula. » Euscorpius, no 191, p. 1-129 (texte intégral).